# Савченко, Роман Николаевич
Рома́н Никола́евич Са́вченко (укр. Роман Миколайович Савченко; род. 17 февраля 2004, Киенка, Черниговская область) — украинский футболист, защитник донецкого «Шахтёра».

## Биография
Родился в деревне Киенка. Футболом начал заниматься в «Колосе» (Тереховке), в составе которого с 2012 по 2017 год выступал в юношеских соревнованиях чемпионата черниговской области. С 2017 по 2021 год выступал за донецкий «Шахтёр» в ДЮФЛУ. В составе «горняков» выигрывал ДЮФЛУ U-14 (2018) и U-15 (2019). В начале января 2021 переведен в юношескую команду «Шахтёра».
В начале марта 2023 года отправился в полуторагодовалую аренду в «Александрию». Сначала также выступал за юношескую команду «горожан». В футболке первой команды дебютировал 24 апреля 2023 в ничейном (0:0) домашнем поединке 22-го тура Премьер-лиги Украины против петровского «Ингульца». Роман вышел на поле на 35-й минуте вместо Сергея Логинова.